# NGC 3552
NGC 3552 هي مجرة تتبع كوكبة الدب الأكبر. اكتشفها ويليام هيرشل في 11 أبريل 1785.

## روابط خارجية
- NGC 3552 على موقع ويكي سكاي: DSS2, SDSS, GALEX, IRAS, Hydrogen α, X-Ray, Astrophoto, Sky Map, Articles and images